# Хронический бактериальный простатит
Хронический бактериальный простатит — бактериальная инфекция предстательной железы. Его следует дифференцировать от других форм простатита, таких как острый бактериальный простатит и синдром хронической тазовой боли (СХТБ).

## Признаки и симптомы
Хронический бактериальный простатит является относительно редким заболеванием, которое обычно проявляется прерывистой картиной инфекции мочевыводящих путей (ИМП). Он характеризуется как рецидивирующие инфекции мочевыводящих путей у мужчин, возникающие из-за хронической инфекции в предстательной железе. Симптомы могут полностью отсутствовать, пока не начнётся инфекция мочевого пузыря, а самой неприятной проблемой обычно является рецидивирующий цистит.
Хронический бактериальный простатит встречается менее чем у 5 % пациентов со связанными с простатой симптомами нижних мочевых путей, не обусловленными ДГПЖ.
Доктор Вайднер, профессор кафедры урологии Гисенского университета, заявил:

«Исследовав 656 мужчин, мы редко обнаруживали хронический бактериальный простатит. Это действительно редкое заболевание. В большинстве случаев он был вызван кишечной палочкой.»
Оригинальный текст (англ.)"In studies of 656 men, we seldom found chronic bacterial prostatitis. It is truly a rare disease. Most of those were E-coli."

## Диагностика
При хроническом бактериальном простатите в простате присутствуют бактерии, но могут отсутствовать симптомы или проявляться более мягкие симптомы, чем при остром простатите. Инфекция предстательной железы диагностируется методом посева мочи, а также секрета простаты (выраженная секреция предстательной железы), которую получает врач, проводя ректальное обследование и оказывая давление на простату. Если после этого массажа предстательной железы жидкость не восстанавливается, моча после массажа также должна содержать бактерии простаты.
Уровень простатического специфического антигена может быть повышен, хотя злокачественности нет. Полезным диагностическим инструментом является спермограмма. Также проводится посев спермы. Также для подбора подходящего антибиотика проводится тестирование чувствительности к антибиотикам. Другими полезными маркерами инфекции являются семенная эластаза и семенные цитокины.

## Лечение
Терапия антибиотиками должна преодолевать барьер крови/простаты, который не позволяет многим антибиотикам достичь уровней, превышающих минимальную ингибирующую концентрацию. Этот барьер ограничивает движение клеток и молекул через вентральный эпителий простаты. Лечение требует длительных курсов (4–8 недель) антибиотиков, которые хорошо проникают в простату. Лучше всего проникают фторхинолоны, тетрациклины и макролиды. Имеются противоречивые данные относительно проникающей способности нитрофурантоина, хинолонов (ципрофлоксацин, левофлоксацин), сульфаниламидов (Бактрим, Септра), доксициклина и макролидов (эритромицин, Кларитромицин). Это особенно верно для грамположительных инфекций.
При анализе многочисленных исследований было обнаружено, что левофлоксацин (леваквин) достигает концентрации в секрете простаты в 5,5 раза выше, чем ципрофлоксацин, что указывает на большую способность проникать в простату.
Клинические показатели успеха при приёме пероральных антибиотиков могут достигать 70–90 % через 6 месяцев, однако нет исследований, сравнивающих их с плацебо или отсутствием лечения.
Хроническим инфекциям у 80 % пациентов может помочь применение альфа-блокаторов (тамсулозин (Омник), алфузозин) или длительная терапия антибиотиками в малых дозах. Рецидивирующие инфекции могут быть вызваны неэффективным мочеиспусканием (доброкачественная гипертрофия предстательной железы, нейрогенный мочевой пузырь), камнями предстательной железы или структурной аномалией, которая действует как резервуар для инфекции.
Теоретически, способность некоторых штаммов бактерий образовывать биоплёнки может быть одним из факторов, способствующих развитию хронического бактериального простатита.
Бактериофаги обещают стать ещё одним потенциальным средством лечения хронического бактериального простатита.
Ранее в качестве полезного дополнения к курсам антибиотиков был предложен массаж простаты — предполагалось, что он может механически разрушить биопленку и улучшить дренаж предстательной железы. Однако более поздние исследования не показали более эффективного результата по сравнению с терапией антибиотиками без применения массажа.

## Прогноз
Со временем частота рецидивов возрастает, превышая 50 %. Однако недавние исследования показывают, что комбинированная терапия даёт лучший прогноз, нежели только антибиотики.
Исследование 2007 года показало, что повторная комбинированная фармакологическая терапия антибактериальными препаратами (ципрофлоксацин / азитромицин), альфа-блокаторами (алфузозин) и экстрактами Serenoa repens может ликвидировать инфекцию у 83,9 % пациентов с клинической ремиссией, продолжающейся в течение периода наблюдения 30 месяцев для 94 % этих пациентов.
Исследование, проведенное в 2014 году среди 210 пациентов, рандомизированных в две терапевтические группы, показало, что рецидив произошел в течение 2 месяцев у 27,6 % группы, принимающей только антибиотики (прулифлоксацин 600 мг), но только у 7,8 % группы, принимающей прулифлоксацин в сочетании с экстрактом Serenoa repens, Lactobacillus Sporogens и арбутином.

## Галерея
- Предстательная железа, уретра и семенные пузырьки
- Артерии таза
- Мужские тазовые органы (справа)